# Pebbles
Perri Arlette Mckissack Reid (Oakland, California; 29 de agosto de 1964), conocida artísticamente como Pebbles, es una cantante de r&b/soul, compositora, empresaria, productora y mánager estadounidense. Reid es conocida por sus canciones exitosas durante finales de la década del 80 y principios de la década del 90, como "Girlfriend" (1987), "Mercedes Boy" (1988), "Giving You the Benefit" (1990), "Love Makes Thing Happen" (1990), and "Backyard" (1991) los cuales alcanzaron la posición #1 de la lista Hot R&B/Hip Hop Songs de Estados Unidos. Además de su carrera discográfica, Reid ayudó a desarrollar éxitos grupo de r&b/hip hop TLC. Ahora es una pastora con sede en Atlanta, conocida como "Sister Perri".

## Primeros años de vida
Reid nació como Perri Arlette McKissack el 29 de agosto de 1964, una de los cuatro hermanos de dos padres de ascendencia mixta europeo-americana (blanca)/afroamericana (negra). Los padres de Reid se divorciaron cuando ella tenía alrededor de seis años. Su madre crio a Reid y a sus hermanos con los ingresos de una camarera y una ama de llaves.

## Carrera
Reid comenzó a tocar a los dieciséis años en los años 80 como corista del percusionista y líder Bill Summers la banda de funk Con Funk Shun. Reid coescribió uno de los sencillos de Con Funk Shun, "Body Lovers". Un músico local le ofreció a Reid un contrato de producción que fracasó varios meses después cuando se quedó embarazada de su hija. Mientras trabajaba en una oficina de bienes raíces en Oakland, California, conoció al contratista George L. Smith, con quien más tarde se casó. Smith financió a Pebbles con $80 000 para una cinta de demostración y un video de "Mercedes Boy". La demostración y el video llevaron a un contrato con MCA.
Grabó varios sencillos exitosos por su cuenta durante finales de la década de 1980 y principios de la de 1990, incluyendo "Girlfriend", compuesta por L.A. Reid y Babyface (1987), "Mercedes Boy", compuesta por ella misma (1988), "Take Your Time", compuesta por Danny Sembello, Donnell Spencer y Louil Silas Jr.(1988), "Do Me Right", compuesta por Michael Cooper, Gerald Lamar y Louil Silas (1988), "Giving You the Benefit", compuesta por L.A. Reid y Babyface (1990), "Love Makes Things Happen", compuesta por Babyface y L.A. Reid (1990), y "Backyard", compuesta por L.A. Reid, Babyface y Salt (1991).
La prima de Reid es la cantante de R&B Cherrelle, que participó, junto con Johnny Gill, en su exitosa canción de 1991, "Always". Mientras tanto, cuando comenzó a conseguir sus primeros éxitos en solitario, ella y Smith ya se habían separado. 
En julio de 1989, Pebbles formó la compañía de producción Pebbitone, con sede en Atlanta, y fundó su propio sello discográfico, Savvy Records. Pebbitone era la mánager de TLC, que estaba contratada por el sello discográfico de su entonces marido L.A. Reid, LaFace Records. Cuando TLC se declaró en quiebra en 1995, debido a la supuesta mala gestión de Pebbles con respecto a sus fondos, el conflicto resultante dañó el matrimonio de Pebbles. Se divorció de Reid y Pebbitone demandó a LaFace por 10 millones de dólares.
En 1997, Pebbles se sometió a una conversión religiosa. Bajo su nuevo nombre artístico "Sister Perri", fundó Women of God Changing Lives (WOGCL) Ministries. Como ministra ordenada, ahora predica y ministra a través del canto. En 2008, después de una pausa musical de trece años, Reid lanzó su cuarto álbum y álbum de góspel debut, Prophetic Flows Vol I & II, que alcanzó el puesto número 12 en la lista de álbumes góspel de Billboard. En febrero de 2011, fue nombrada productora ejecutiva/presentadora de la búsqueda nacional de R&B de Essence.

## Vida personal
Pebbles se ha casado cinco veces y tiene tres hijos. Pebbles dio a luz a una hija, Ashley Victoria Winzer, en enero de 1982. Su primer matrimonio fue con el padre de su hija desde 1982 hasta 1983. Su segundo matrimonio fue con el contratista de Oakland George L. Smith desde 1983 hasta 1987, y se establecieron en San Francisco. En julio de 1989, Pebbles se casó con L.A. Reid. Tuvieron un hijo llamado Aaron, nacido en 1990. Reid y Pebbles se divorciaron más tarde en 1996. En 2000, Pebbles se casó con el exjugador de la MLB Otis Nixon. Se divorciaron en 2004. Pebbles se casó con su quinto marido Excel Sharieff, un juez de derecho administrativo, en 2012.

## Discografía
- Pebbles (1987)
- Always (1990)
- Straight From My Heart (1995)
- Prophetic Flows Vol I & II (2008)